# Wołokołamsk (stacja kolejowa)
Wołokołamsk (ros. Волоколамск) – stacja kolejowa w miejscowości Wołokołamsk, w rejonie wołokołamskim, w obwodzie moskiewskim, w Rosji. Położona jest na linii Moskwa – Siebież.
Kończy się tutaj poprowadzana od Moskwy linia dwutorowa - w stronę Rżewa biegnie tylko jeden tor. Jest to także stacja końcowa części moskiewskich pociągów podmiejskich.

## Historia
Stacja powstała na początku XX w. na linii moskiewsko-windawskiej pomiędzy stacjami Czismiena i Szachowskaja.

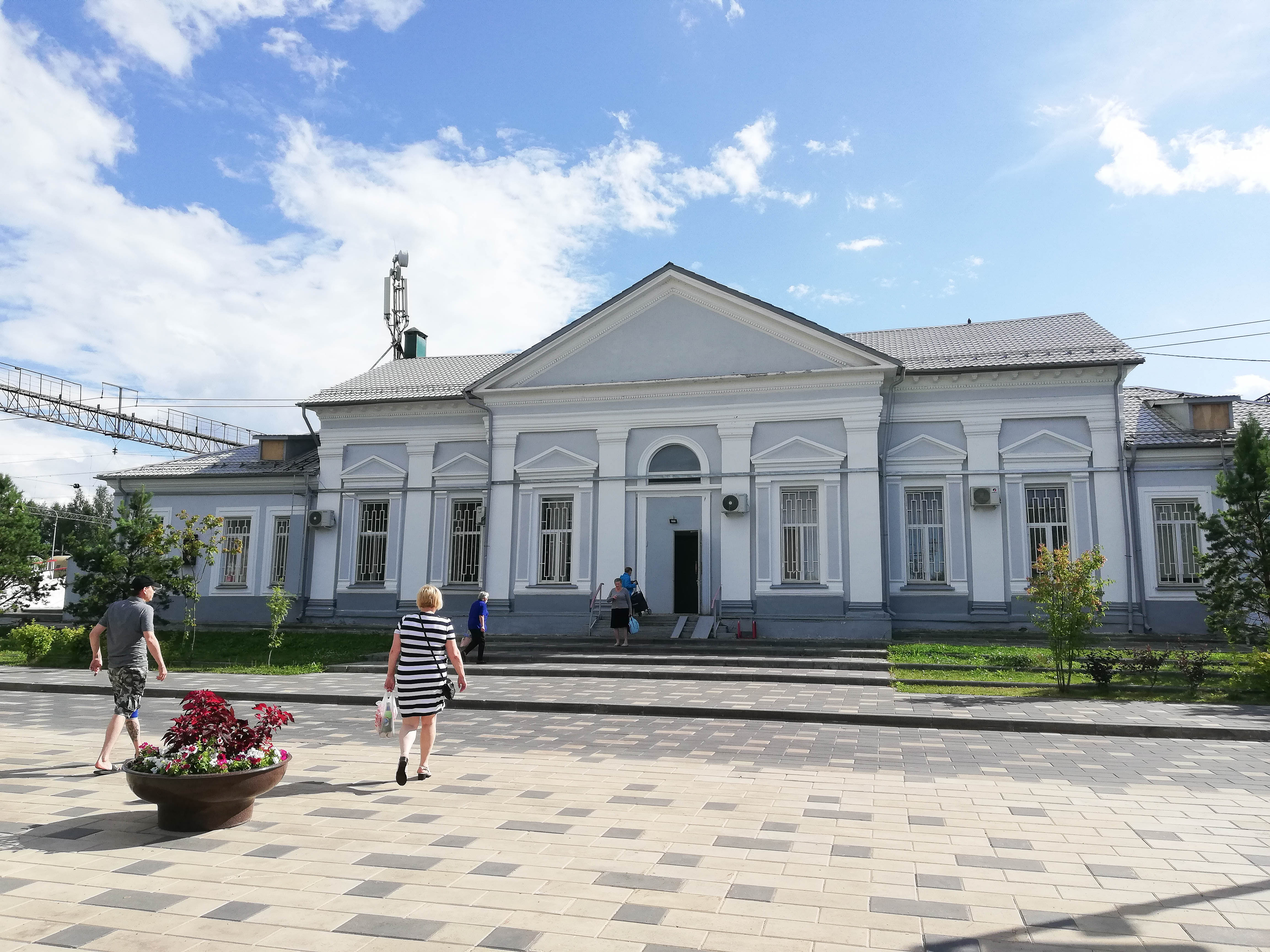
dworzec od strony miasta
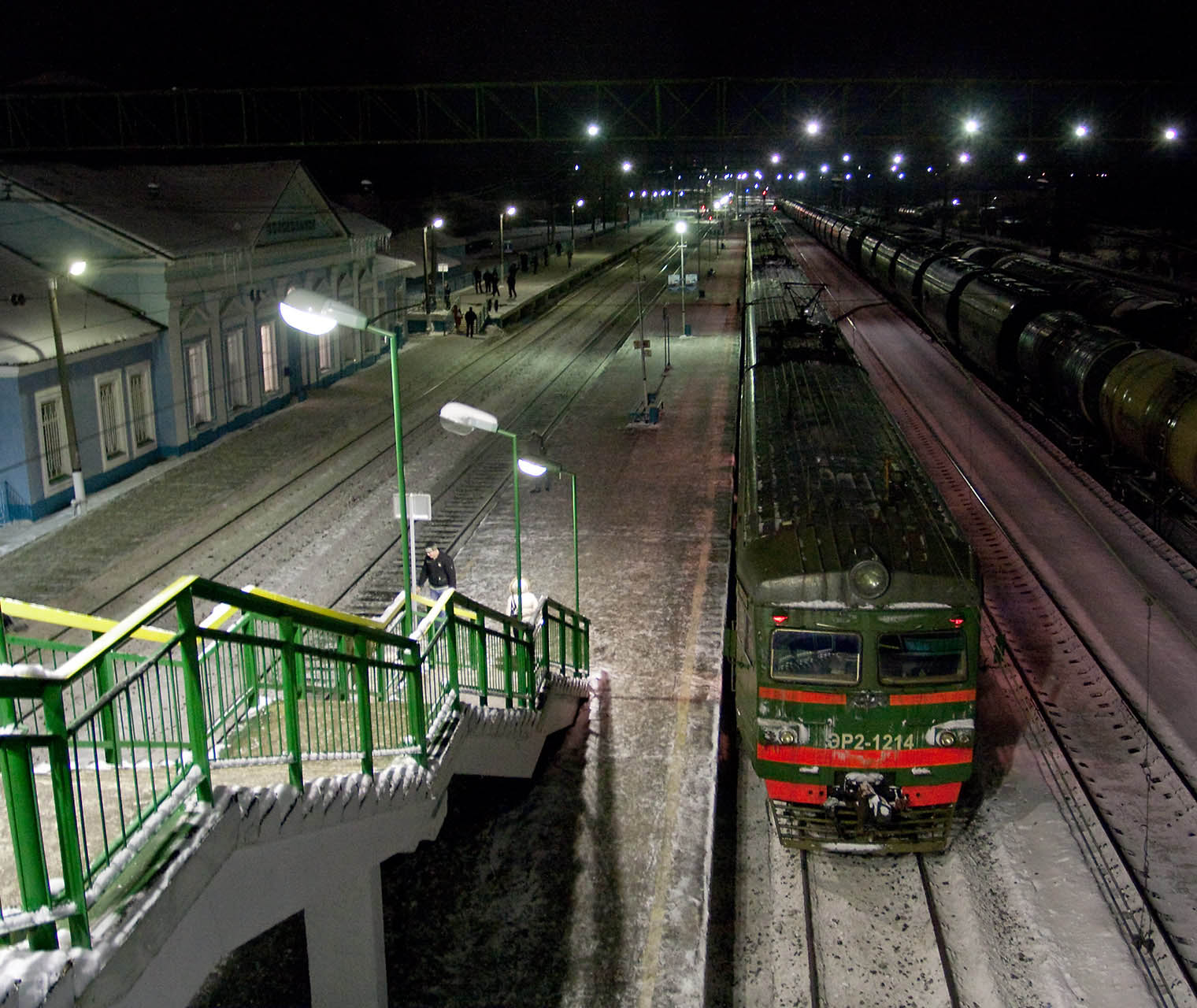
widok w stronę Moskwy